# Целе (Германия)
Вижте пояснителната страница за други значения на Целе.
Целе (на немски: Celle) e град в Германия, в Долна Саксония, административен център на окръг Целе.

## География
Населението на града е 71 371 души към януари 2006 г. Разположен е на брега на река Алер. Разделен е на 17 квартала, някои от които по-рано са били самостоятелни села.

## История
Град Целе е споменат в летописите за първи път през 986 г. под името Kellu („град на реката“). През 11 век градът има право да сече собствени монети. През 1292 г. граф Ото II дарява на Целе градски привилегии. През 1378 г. Целе става резиденция на херцозите Саксен-Витенберг, а през 1433 г. – на херцозите Брауншвайг-Люнебург.
На триъгълника между реките Алер и Фузе и притоците им е разположен дворец. През 1433 г. е изкопан ров, съединяващ двете реки и така центърът на града става остров. През 1452 г. Фридрих Блажения основава там францискански манастир.
През 1570 г. херцог Вилхелм построява часовникова кула, осветена през 1585 г. Последният херцог Брауншвайг-Люнебургски умира през 1705 г. и Целе преминава към Хановерската линия на рода.
Постройките в стария център на града са от 16 век. Най-известното здание е херцогският дворец, построен през 1530 г. на мястото на стария замък.
1. ↑  Alle politisch selbständigen Gemeinden mit ausgewählten Merkmalen am 31.12.2018 (4. Quartal) //   Федерална статистическа служба.  Архивиран от оригинала на 10 март 2019 г. Посетен на 10 март 2019 г.